# Alien Breed 3D
Alien Breed 3D ist ein Action-Computerspiel, das im Jahr 1995 erschienen ist. Das britische Softwarehaus Ocean Software brachte das Spiel für den Amiga heraus. Entwickelt wurde das Spiel von Team17.

## Spielprinzip
Anders als der Vorgänger Alien Breed: Tower Assault ist Alien Breed 3D ein Ego-Shooter. Das Spiel hat verschiedene Level mit unterschiedlichen Plattformen und Stockwerken. Der Spieler bekämpft blutrünstige Außerirdische und kann dazu Gesundheitsboni und Waffen kaufen.

## Veröffentlichung
Team17 veröffentlichte im März 1997 den Quellcode des Spiels und dessen Fortsetzung für den persönlichen Gebrauch in der Amiga Format.
2022 erschien das Spiel für die Retro-Konsole A500 Mini.

## Rezeption
Das Spiel wurde von der Amiga-Spielepresse gelobt. Kritiker verglichen das Gameplay vom Spiel weitgehend mit Doom, wobei einige es als den besten Doom-Klon für den Amiga bezeichneten. Das Spiel wurde von Amiga Power zum zwölftbesten Spiel aller Zeiten gewählt.
Amiga Joker verglich Alien Breed 3D im gemeinsamen Test beider Spiele mit Citadel von Black Legend, wobei die Entscheidung im Fazit klar zu Gunsten des Alien-Breed-Titels ausfiel.